# 1986 w filmie
Wydarzenia filmowe w 1986 roku.

## Premiery

### Filmy polskie
| Data            | Tytuł filmu                       | Kraj   | Reżyseria                       | Obsada |
| --------------- | --------------------------------- | ------ | ------------------------------- | --- |
| 20 stycznia     | Dłużnicy śmierci                  | Polska | Włodzimierz Gołaszewski         | Krzysztof Kołbasiuk, Henryk Talar, Wiesław Gołas, Tomasz Zaliwski, Andrzej Precigs                                                           |
| 21 stycznia     | Chrześniak                        | Polska | Henryk Bielski                  | Maciej Góraj, Franciszek Pieczka, Gustaw Lutkiewicz, Leon Niemczyk, Jerzy Michotek                                                           |
| 24 stycznia     | Sam pośród swoich                 | Polska | Wojciech Wójcik                 | Jan Jankowski, Jolanta Mielech, Artur Barciś, Piotr Dejmek, Marek Frąckowiak                                                                 |
| 3 lutego        | Podróże pana Kleksa               | /      | Krzysztof Gradowski             | Piotr Fronczewski, Henryk Bista, Zbigniew Buczkowski, Jerzy Bończak, Marcin Barański                                                         |
| 2 marca         | Złoty pociąg                      | /      | Bohdan Poręba                   | Mitică Popescu, Wacław Ulewicz, Ewa Kuklińska, Gheorghe Cozorici, Tomasz Zaliwski                                                            |
| 3 marca         | Ognisty anioł                     | Polska | Maciej Wojtyszko                | Bożena Krzyżanowska, Jerzy Radziwiłowicz, Jerzy Grałek, Zygmunt Hübner                                                                       |
| 10 marca        | Wkrótce nadejdą bracia            | Polska | Kazimierz Kutz                  | Jadwiga Jankowska-Cieślak, Jerzy Kamas, Tadeusz Chudecki, Jerzy Kryszak                                                                      |
| 14 marca        | Sezon na bażanty                  | Polska | Wiesław Saniewski               | Cezary Harasimowicz, Ewa Błaszczyk, Anna Kaźmierczak, Jarosław Kopaczewski                                                                   |
| 17 marca        | Mokry szmal                       | Polska | Gerard Zalewski                 | Jerzy Frydrych, Grzegorz Matysik, Henryk Bista, Leon Niemczyk, Bożena Dykiel                                                                 |
| 14 kwietnia     | Dziewczęta z Nowolipek            | Polska | Barbara Sass                    | Maria Ciunelis, Izabela Drobotowicz-Orkisz, Ewa Kasprzyk, Marta Klubowicz, Piotr Bajor                                                       |
| 14 kwietnia     | Rajska jabłoń                     | Polska | Barbara Sass                    | Izabela Drobotowicz-Orkisz, Ewa Kasprzyk, Marta Klubowicz, Piotr Bajor Krzysztof Kolberger, Mariusz Dmochowski, Iga Cembrzyńska, Jan Englert |
| 18 kwietnia     | W cieniu nienawiści               | Polska | Wojciech Żółtowski              | Bożena Adamek, Wanda Łuczycka, Magda Teresa Wójcik, Maria Zbyszewska, Ewa Szykulska                                                          |
| 26 kwietnia     | Zaproszenie                       | Polska | Wanda Jakubowska                | Antonina Gordon-Górecka, Maria Probosz, Kazimierz Witkiewicz, Edward Żentara                                                                 |
| 2 maja          | Kochankowie mojej mamy            | Polska | Radosław Piwowarski             | Krystyna Janda, Rafał Węgrzyniak, Hanna Skarżanka, Krzysztof Zaleski, Bohdan Smoleń                                                          |
| 9 maja          | Kukułka w ciemnym lesie           | /      | Antonín Moskalyk                | Miroslava Součková, Oleg Tabakow, Alicja Jachiewicz, Vilém Besser, Míla Myslíková                                                            |
| 30 maja         | Porwanie w Tiutiurlistanie        | Polska | Zdzisław Kudła Franciszek Pyter | Dubbing: Andrzej Gawroński, Ewa Kania, Kazimierz Brusikiewicz, Jolanta Żółkowska                                                             |
| 16 czerwca      | Wakacje w Amsterdamie             | Polska | Krzysztof Sowiński              | Zbigniew Bielski, Grażyna Długołęcka, Darek Cytarzyński, Hanna Bedryńska, Bożena Rogalska                                                    |
| 23 czerwca      | Zielone kasztany                  | Polska | Wojciech Fiwek                  | Monika Alwasiak, Marek Herbik, Janusz Paluszkiewicz, Ewa Wiśniewska, Tomasz Herka                                                            |
| 14 lipca        | Lubię nietoperze                  | Polska | Grzegorz Warchoł                | Katarzyna Walter, Marek Barbasiewicz, Małgorzata Lorentowicz, Jonasz Kofta                                                                   |
| 25 lipca        | List gończy                       | /      | Stanislav Strnad                | Ladislav Potměšil, Tomáš Vacek, Rudolf Jelínek, Jiří Kodet, Miroslav Zounar                                                                  |
| 5 września      | Jezioro Bodeńskie                 | Polska | Janusz Zaorski                  | Krzysztof Pieczyński, Małgorzata Pieczyńska, Joanna Szczepkowska, Maria Pakulnis, Gustaw Holoubek                                            |
| 15 września     | Na całość                         | Polska | Franciszek Trzeciak             | Robert Inglot, Andrzej Krucz, Andrzej Żółkiewski, Zdzisław Kuźniar, Bruno O’Ya                                                               |
| 22 września     | C.K. Dezerterzy                   | /      | Janusz Majewski                 | Marek Kondrat, Zoltán Bezerédy, Wiktor Zborowski, Jacek Sas-Uhrynowski, Róbert Koltai                                                        |
| 26 września     | Ga, ga. Chwała bohaterom          | Polska | Piotr Szulkin                   | Daniel Olbrychski, Jerzy Stuhr, Katarzyna Figura, Mariusz Benoit, Marek Walczewski                                                           |
| 3 października  | Trzy stopy nad ziemią             | Polska | Jan Kidawa-Błoński              | Jarosław Dunaj, Tadeusz Chudecki, Zdzisław Kozień, Emilian Kamiński, Ferdynand Matysik                                                       |
| 6 października  | Spowiedź dziecięcia wieku         | Polska | Marek Nowicki                   | Hanna Mikuć, Marek Cichucki, Marzena Trybała, Grażyna Barszczewska                                                                           |
| 20 października | Osobisty pamiętnik...             | Polska | Wojciech Jerzy Has              | Piotr Bajor, Maciej Kozłowski, Janusz Michałowski, Hanna Stankówna, Ewa Wiśniewska                                                           |
| 21 października | Epizod Berlin-West                | Polska | Mieczysław Waśkowski            | Janusz Zakrzeński, Ewa Szykulska, Barbara Brylska, Zora Ulla Kesler                                                                          |
| 14 listopada    | Menedżer                          | Polska | Ryszard Rydzewski               | Joanna Jędryka, Leonard Pietraszak, Zbigniew Lesień, Ewa Decówna                                                                             |
| 17 listopada    | Cudzoziemka                       | Polska | Ryszard Ber                     | Ewa Wiśniewska, Joanna Szczepkowska, Jerzy Kamas, Andrzej Precigs                                                                            |
| 24 listopada    | Kronika wypadków miłosnych        | Polska | Andrzej Wajda                   | Paulina Młynarska, Piotr Wawrzyńczak, Magdalena Wójcik, Tadeusz Konwicki                                                                     |
| 1 grudnia       | Tanie pieniądze                   | Polska | Tomasz Lengren                  | Krzysztof Pieczyński, Jolanta Piętek-Górecka, Wojciech Skibiński, Jacek Bursztynowicz                                                        |
| 5 grudnia       | Bolek i Lolek na Dzikim Zachodzie | Polska | Stanisław Dülz                  | Dubbing: Piotr Fronczewski, Ilona Kuśmierska, Danuta Przesmycka, Janusz Rewiński                                                             |

### Filmy zagraniczne
- 19 lutego Parting Glances, reż. Bill Sherwood
- 4 kwietnia Arktyczna gorączka (Born American) – reż. Renny Harlin (wyst. Mike Norris)
- 18 kwietnia Absolutni debiutanci (Absolute Beginners) – reż. Julien Temple (wyst. Patsy Kensit, David Bowie, Eddie O’Connell)
- 6 września Caravaggio, reż. Derek Jarman
- Bezlitośni ludzie (Ruthless People) – reż. Jerry Zucker, Jim Abrahams, David Zucker (wyst. Danny DeVito, Bette Midler, Judge Reinhold)
- Blue Velvet – reż. David Lynch (wyst. Isabella Rossellini, Kyle MacLachlan)
- Hannah i jej siostry (Hannah and Her Sisters) reż. Woody Allen
- Krokodyl Dundee (Crocodile Dundee) – reż Peter Faiman (wyst. Paul Hogan, Linda Kozlowski)
- Mistrzowski rzut Hoosiers (Hoosiers) – reż. David Anspaugh (Gene Hackman)
- Narzędzie tortur (Torment) – reż. Samson Aslanian, John Hopkins
- Obcy – decydujące starcie (Aliens) – reż. James Cameron (Sigourney Weaver, Michael Biehn)
- Pluton (Platoon) reż. Oliver Stone (Charlie Sheen)
- Imię róży (Der Name, der Rose) reż: Jean-Jacques Annaud (Sean Connery)
- Pokój z widokiem (A Room with a View) – reż. James Ivory (wyst. Helena Bonham Carter, Daniel Day-Lewis)
- Powrót do szkoły (Back to School) reż. Alan Metter
- Top Gun – reż. Tony Scott (wyst. Tom Cruise, Kelly McGillis, Val Kilmer)
- Wolny dzień Ferrisa Buellera (Ferris Bueller’s Day Off) reż. John Hughes (Matthew Broderick, Mia Sara)
- Złote dziecko (The Golden Child) reż. Michael Ritchie (Eddie Murphy)
- Śmierć pięknych saren (Smrt krásných srnců) – reż. Karel Kachyňa
- Rodzina Flodderów – reż. Dick Maas
- Potwór z kosmosu – reż. Ted Nicolaou
- Club Life – reż. Norman Thaddeus Vane

## Nagrody filmowe

### Oskary
- Najlepszy film – Pluton
- Najlepszy aktor – Paul Newman Kolor pieniędzy
- Najlepsza aktorka – Marlee Matlin Dzieci gorszego boga
- Wszystkie kategorie: 59. ceremonia wręczenia Oscarów

### Festiwal w Cannes
- Złota Palma: Roland Joffé – Misja (The Mission)

### Festiwal w Berlinie
- Złoty Niedźwiedź: Reinhard Hauff – Stammheim

### Festiwal w Wenecji
- Złoty Lew: Éric Rohmer – Zielony promień

### XIFestiwal Polskich Filmów Fabularnych
- Złote Lwy Gdańskie: Siekierezada – reż. Witold Leszczyński

## Urodzili się
- 24 stycznia – Mischa Barton, amerykańska aktorka i modelka
- 25 lutego – Kaja Paschalska, polska aktorka i piosenkarka
- 3 kwietnia – Amanda Bynes, amerykańska aktorka
- 9 kwietnia – Leighton Meester, amerykańska aktorka
- 22 kwietnia – Amber Heard, amerykańska aktorka
- 13 maja – Robert Pattinson, brytyjski aktor i muzyk
- 2 lipca – Lindsay Lohan, amerykańska aktorka
- 19 sierpnia – Michał Mikołajczak, polski aktor
- 18 września – Tomasz Schuchardt, polski aktor

## Zmarli
- 1 stycznia – Halina Bujalska, polska śpiewaczka i aktorka (ur. 1917)
- 10 marca – Ray Milland, amerykański aktor (ur. 1907)
- 30 marca – James Cagney, amerykański aktor (ur. 1899)
- 13 kwietnia – Tamás Major, węgierski reżyser teatralny i aktor (ur. 1910)
- 25 lipca – Vincente Minnelli, amerykański reżyser filmowy (ur. 1903)
- 29 listopada – Cary Grant, brytyjsko-amerykański aktor (ur. 1904)
- 13 grudnia – Heather Angel, brytyjska aktorka (ur. 1909)
- 29 grudnia – Andriej Tarkowski, rosyjski reżyser, scenarzysta, aktor (ur. 1932)